# Claudio Vandelli (Radsportler)
Claudio Vandelli (* 27. Juli 1961 in Modena) ist ein ehemaliger italienischer Radrennfahrer und Olympiasieger im Radsport.

## Sportliche Laufbahn
1984 war das Jahr seines größten Erfolges. Bei den Olympischen Sommerspielen in Los Angeles gewann er den Titel im Mannschaftszeitfahren gemeinsam mit Marcello Bartalini, Marco Giovanetti und Eros Poli. Im selben Jahr gewann er die Emilia-Rundfahrt der Amateure. Ein Jahr später gewann er, ebenfalls im Mannschaftszeitfahren, bei den UCI-Straßen-Weltmeisterschaften Bronze. Nach der Weltmeisterschaft wurde er Berufsfahrer und fuhr bis 1989 bei verschiedenen italienischen Teams, jedoch ohne einen Sieg bei Straßenrennen zu erringen. 1989 gewann er die italienische Meisterschaft im Querfeldeinrennen. Zweimal fuhr er den Giro d’Italia, der 50. Platz 1987 blieb sein bestes Ergebnis in der Rundfahrt.
Ende 1989 beendete er seine Laufbahn, kehrte später aber als Querfeldeinfahrer zurück und wurde 1996 nochmal Dritter der nationalen Meisterschaft.